# Allen & Company Sun Valley Conference

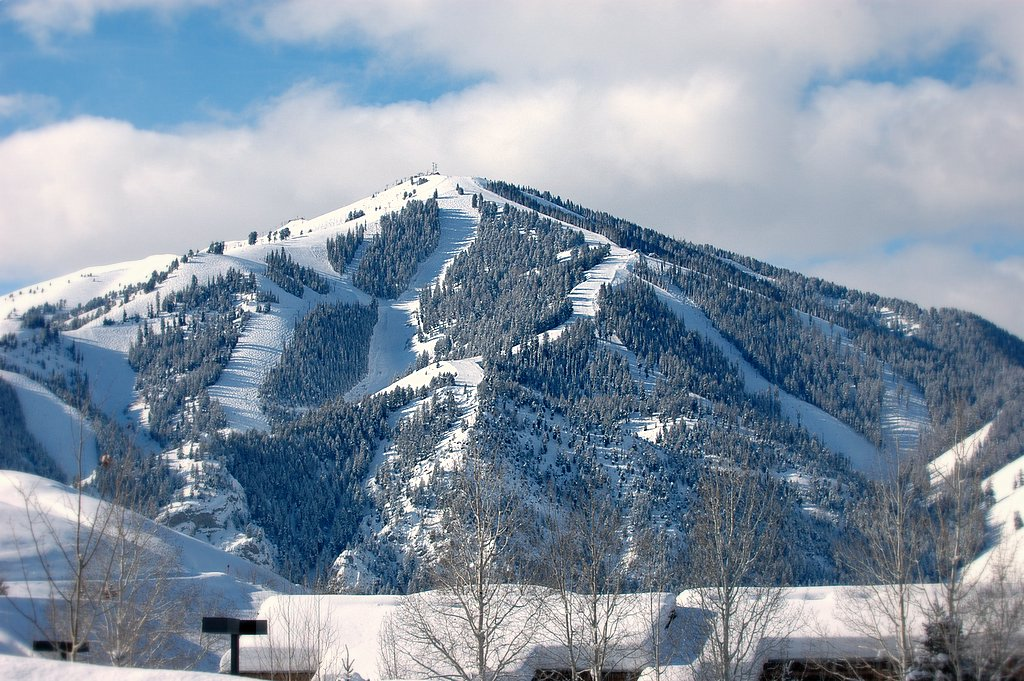
Veduta delle Montagne rocciose da Sun Valley, nell'Idaho

La Allen & Company Sun Valley Conference è una conferenza annuale organizzata, ospitata, e interamente finanziata, dalla banca d'investimento Allen & Company, con sede a New York.
La conferenza ha luogo a Sun Valley, località dell'Idaho che sorge sulle Montagne rocciose. L'evento si svolge ininterrottamente dal 1983, nel mese di luglio, per la durata di una settimana.
La conferenza ospita, in genere, uomini d'affari di spicco, personaggi politici, e figure di spicco in campo filantropico e culturale.
Tra gli invitati alle conferenze vi sono stati Bill e Melinda Gates, Warren e Susan Buffett, Tony Blair, i fondatori di Google, Larry Page e Sergey Brin, il politico filippino Mar Roxas, l'amministratore delegato di Google Eric Schmidt, il cofondatore di Yahoo!, Jerry Yang, il fondatore di Facebook, Mark Zuckerberg, il tycoon Rupert Murdoch, l'amministratore delegato di eBay, Meg Whitman, il fondatore di BET, Robert Johnson, il presidente della Time Warner, Richard Parsons, il cestista NBA LeBron James, l'uomo di spettacolo Dan Chan, Katharine Graham del The Washington Post, Diane Sawyer, il presidente di InterActiveCorp, Barry Diller, il cofondatore di LinkedIn, Reid Hoffman, e l'amministratore delegato del Washington Post, Donald E. Graham, l'ex premier del governo italiano Mario Monti.